# Lukas Flückiger
Lukas Flückiger (Ochlenberg, 31 de enero de 1984) es un deportista suizo que compite en ciclismo de montaña en la disciplina de campo a través.
Ganó dos medallas en el Campeonato Mundial de Ciclismo de Montaña, plata en 2012 y bronce en 2002, y tres medallas en el Campeonato Europeo de Ciclismo de Montaña entre los años 2002 y 2015.
En los Juegos Europeos de Bakú 2015 obtuvo la medalla de plata en la prueba de campo a través.

## Palmarés internacional
| Campeonato Mundial | Campeonato Mundial           | Campeonato Mundial | Campeonato Mundial         |
| Año                | Lugar                        | Medalla            | Competición                |
| ------------------ | ---------------------------- | ------------------ | -------------------------- |
| 2002               | Kaprun (Austria)             | Medalla de bronce  | Campo a través por relevos |
| 2012               | Leogang/Saalfelden (Austria) | Medalla de plata   | Campo a través             |
| Juegos Europeos    |                              |                    |                            |
| Año                | Lugar                        | Medalla            | Competición                |
| 2015               | Bakú (Azerbaiyán)            | Medalla de plata   | Campo a través             |
| Campeonato Europeo |                              |                    |                            |
| Año                | Lugar                        | Medalla            | Competición                |
| 2002               | Zúrich (Suiza)               | Medalla de plata   | Campo a través por relevos |
| 2010               | Haifa (Israel)               | Medalla de plata   | Campo a través             |
| 2015               | Chies d'Alpago (Italia)      | Medalla de plata   | Campo a través             |